# Aforgomons Kette

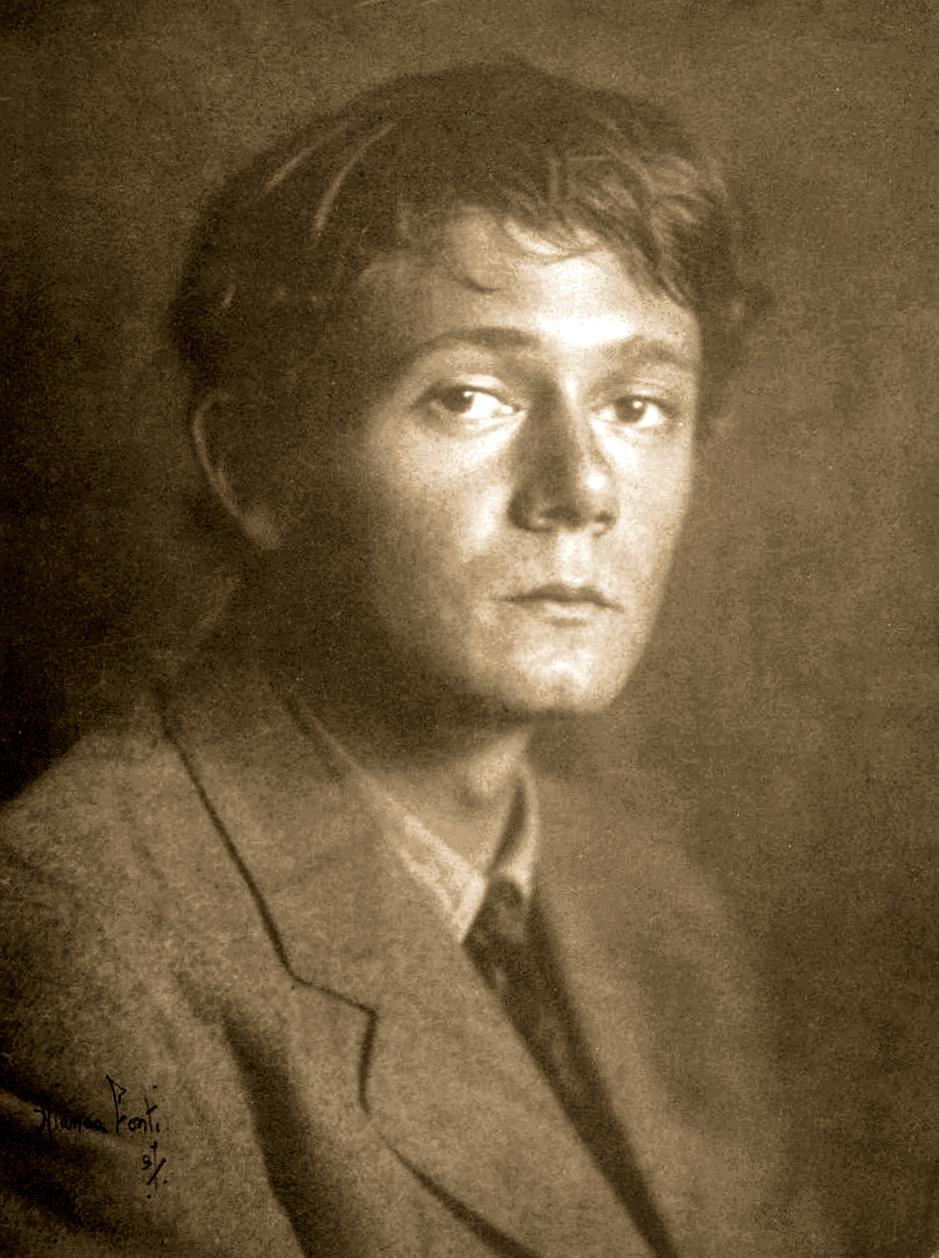
Clark Ashton Smith (1912)

Aforgomons Kette (englischer Originaltitel: The Chain of Aforgomon) ist der Titel einer phantastischen Horrorgeschichte des amerikanischen Schriftstellers Clark Ashton Smith, die er im Januar 1934 fertigstellte und im Dezember des folgenden Jahres im Pulp-Magazin Weird Tales veröffentlichte. 1942 wurde sie in den Sammelband Out of Space and Time des Verlages Arkham House aufgenommen.
Das Werk erschien 1971 in der von Friedrich Polakovics übersetzten Erzählungssammlung Der Planet der Toten, die in der Phantastischen Bibliothek des Suhrkamp Verlages nachgedruckt wurde.
Die komplexe Geschichte spielt auf zwei Ebenen, die durch das Motiv der Reinkarnation miteinander verbunden sind. Sie erzählt, wie der Protagonist sich mit Hilfe einer Droge an sein früheres Leben erinnert und dadurch einen grausamen Tod erleidet.

## Inhalt
Der Ich-Erzähler berichtet vom mysteriösen Tod des Schriftstellers John Milwarp, dessen Werke über den Fernen Osten bereits nach kurzer Zeit ebenso in Vergessenheit geraten wie er selbst. Auch dem Erzähler fällt es schwer, sich an den Mann zu erinnern, der ihn als Testamentsvollstrecker eingesetzt hat und den er wie aus einem Traum rekonstruieren muss. 
Am Tage seines Todes wurde die Haushälterin durch eine Flut blendenden Lichts an die halboffene Tür seines Arbeitszimmers gelockt, sah ihn am Schreibtisch in einer Gloriole flackernden Lichts und glaubte, seine Kleider hätten Feuer gefangen. Bald schien es, als würden die Wände verschwinden und Milwarp am Rande eines Abgrunds sitzen, umschlungen von weißglühenden Ketten. Nachdem der Raum sich wieder verdunkelt hatte, fand sie ihn tot in derselben Haltung am Schreibtisch sitzen, die Haut mit kettenartigen Brandwunden übersät, während seine Kleidung gänzlich unversehrt war.
Der Erzähler gibt nun das auf zwei Zeitebenen angesiedelte Tagebuch Milwarps wieder, dessen Schriftzüge sich langsam auflösen und das schließlich abrupt abbricht. Er muss allerdings Lücken lassen, da der Verfasser, vor allem zum Ende hin, immer wieder in ein fremdes Alphabet übergeht, das er auch mit Hilfe befreundeter Gelehrter nicht entziffern kann.
Milwarp schreibt von einer Droge namens Souvara, mit deren Hilfe er etwas über sein früheres Erdenleben erfahren will. Seit der Kindheit verfolgen ihn düstere Ahnungen über ein früheres Leben, die sich durch seine Reisen und okkultistische Studien noch verstärkt haben, während er zugleich von einer Sehnsucht nach einer vergangenen Schönheit erfüllt ist.  
Eines Tages nimmt er das Rauschgift und bemerkt nach einiger Zeit, wie sich sein Sehsinn schärft, er Gegenstände in neuartigen Farben sieht und bald durch sie hindurchsehen kann wie durch einen leichten Nebel. Bald sieht er die Silhouetten exotischer Landschaften, Tempel, mittelalterliche Städte, tropische oder nordische Wälder, Gestalten der Levante, Persiens, Roms und Karthagos, die Mauern von Ninive ebenso wie die Hauptstadt von Atlantis und weiß, dass all dies nur Erinnerungsfetzen seiner früheren Existenzen sind. Auf seiner geistigen Reise in die Vergangenheit sieht er sich als Krieger und Troubadour, Bettler oder Adliger, ohne mit diesen Bildern gänzlich zu verschmelzen, weil er nach einer noch älteren Inkarnation sucht.
Irgendwann findet er sich in einem Garten der Stadt Kalood auf dem Planeten Hestan wieder, welcher der Erde vorausgeht und von vier kleinen Sonnen bestrahlt wird. Seine frühere Existenz ist vergessen, er ist nun Calaspa, ein Priester des Zeitgottes Aforgomon, dem er seit Jahren dient. 
Verzweifelt über den Tod seiner Geliebten Belthoris im Herbst des vergangenen Jahres, wendet er sich von ihm ab und verflucht ihn und die Gestirne jener Jahreszeit. Um die verlorene Zeit mit ihr zurückzuerhalten, überredet er einen Magier, ihm Einsicht in ein unheilvolles Zauberbuch zu gewähren. Er prägt sich eine Beschwörungsformel und den Namen von Aforgomons Widersacher ein.
Der Magier warnt ihn eindringlich vor den Folgen, den heiligen Fluss der Zeit zu stören. Er schlägt dies in den Wind, spricht die nekromantische Beschwörungsformel und vollzieht ein blasphemisches Ritual, indem er den Altar im Garten mit seinem Blut besudelt.
So gewährt ihm der Widersacher Xexanoth eine Stunde mit seiner Geliebten, „auf die noch kein Schatten des Todes gefallen.“ Er wird an einen Tag des vergangenen Jahres versetzt, der von Sonnen bestrahlt wird, „die müde und schwer wie die vollreifen Früchte des Herbstes“ sind und durchlebt die Stunde, als er mit Belthoris im Garten vor dem Altar stand und ihr Blumen ins Haar flocht, bis er jäh in seine Zeit zurückgeworfen und erneut vom Kummer um ihren Tod heimgesucht wird.
In der Gegenwart erinnert sich Milwarp trotz der verflossenen Äonen an die Totenbeschwörung und spürt, wie sich die Bilder jener anderen Welt in seinem Hirn einnisten. Obwohl er das Rauschgift nicht mehr nimmt, wird er zweimal in den Kerker zurückversetzt, und um ihn verwandeln sich die Regale in Mauergestein.
Die weiteren Tagebucheinträge in einer Zeitrechnung Hestans belegen, dass die Tat nicht verborgen bleibt, da sie die Struktur des Sonnensystems, ja des gesamten Universums für immer durcheinandergebracht hat. 
Calaspa wird verhaftet, verbringt Tage im Verlies des Tempels und wird wegen des Frevels an der Zeitordnung verurteilt. Er soll fortan in allen zukünftigen Inkarnationen vom Chaos verfolgt werden, bis ihn die Erinnerung an seine Ursünde tötet und er vergessen wird.
Die Schergen Aforgomons führen Calaspa zu einer Schlucht, zwingen ihn auf einen Sitz, der über den Abgrund hinausragt und winden eine eiserne Kette um seinen Leib. Dort verbleibt er Äonen und muss in die Schwärze starren. Irgendwann nimmt er wahr, dass ein Phantom einer anderen Welt ebenso aus der Zeit genommen wird wie er und Worte schreibt. Da beginnt es in der Tiefe zu leuchten.

## Entstehung
Smith kam mit der Erzählung, die zunächst „The Curse of the Time God“ betitelt war, nur äußerst schleppend voran, sprach von einer höllischen Anstrengung und glaubte, die Inspiration verloren zu haben. Er selbst begründete die Schwierigkeit damit, die Realität einer Handlung suggerieren zu müssen, die eher wie ein Traum erscheint.
Neben der fehlenden Inspiration war Smith auch familiär eingespannt, da er sich um seinen angeschlagenen Vater und zusätzlich um seine Mutter kümmern musste, die sich den Fuß mit heißem Tee verbrüht hatte. Nachdem er die Geschichte abgeschlossen hatte, bot er sie äußerst mutlos Farnsworth Wright an. Der aber lehnte mit der Begründung ab, sie lasse zum Schluss hin nach, während sie für Smith eher im Mittelteil schwächelte.
Nach einer Überarbeitung nahm Wright sie schließlich an, so dass sie in der Dezemberausgabe 1935 von Weird Tales erscheinen konnte.

## Hintergrund
Neben H.P. Lovecraft und Robert E. Howard wird Clark Ashton Smith häufig zu den drei Musketieren des Pulp-Magazins Weird Tales gerechnet, von einigen Liebhabern des Genres sogar höher eingeschätzt als Lovecraft selbst.
Wie in seiner wesentlich bekannteren Erzählung Die Stadt der singenden Flamme nutzte Smith die Möglichkeiten eines fingierten Tagebuchs sowie Rückblenden auf ein vorheriges Leben des Protagonisten als erzähltechnische Mittel. 
In seinem frühen, 1912 veröffentlichten Gedicht The Star-Treader findet sich das Motiv der Reinkarnation bereits ebenso wie das Bild einer unendlichen Kette von Inkarnationen.
Für Steve Behrends gehört Aforgomons Kette zu den überzeugendsten Werken Smiths. 
Vor allem der auf Hestan spielende, Äonen zurückliegenden Teil der Geschichte mit seinem poetischen Tonfall sei ihm gelungen, während ihn die Gegenwart Milwarps weniger interessiere und er die einzelnen Epochen der Zeitreise zu rasch vorbeiziehen lasse.